# 아후라
아후라는 조로아스터교 신의 특정 계급을 위한 아베스타어로 나타낸 것이다. 아베스타어의 아후라는 원 인도이란어 아수라에서 유래한다. 리그베다와 같은 인도 문헌의 아수라로 증명된다. 고대 스칸디나비아의 애시르와 흡사함에서 알 수 있듯이 인도 이란의 아수라는 원 인도유럽어 근을 지닐 수 있다.
인도 이란어의 아수라가 특정 신의 적절한 이름이었다는 것이 보통으로 주장된다. 그 신과 함께 다른 신들이 확인되었다. 이 의미에서 아후라는 명사가 아니라 형용사이다.
명백하지 않은 이유 때문에 옥스퍼드 영어 사전은 아후라보다는 아수라를 조로아스터 용어로 취급한다.
조로아스터 그 자신에 의해 작곡된 것으로 생각되는 조로아스터 교의 최고 오래된 성가인 가타에는 시인은 그의 추종자에게 아후라에게만 존경을 표현할 것과 거짓의 명에 행동하는 다에바와 다른 이들을 노골적으로 저지할 것을 권유한다. 이것은 그러나 원래의 반대의 관점을 반영한다고 해석되어서는 안 된다. 비록 다에바는 후의 조로아스트 전통에 악의 피조물로 나오지만 가타에서는 다에바는 집합적으로 거절되는 신이었다.

## 같이 보기
- 아수라
- 야자타
- 아메샤 스펜타